# Кейсли-Хейфорд, Джозеф
Джозеф Эфраим Кейсли-Хейфорд (англ. Joseph Ephraim Casely Hayford; 29 сентября 1866, Кейп-Кост, Золотой Берег — 11 августа 1930, Аккра) — ганский политик, юрист, журналист, редактор, прозаик и публицист. Деятель движения панафриканизма, бывший супруг Аделаиды Кейсли-Хейфорд.

## Биография
Представитель народа фанти, выходец из рода вождей-оманхене. Сын священника методистской церкви, который был видной фигурой в политике. Образование получил в колледже Фура-Бей во Фритауне, Сьерра-Леоне и Питерхаусе Кембриджского университета (Великобритания). Работал юристом в Англии с 1896 года.
Во время учёбы в колледже стал сторонником идей идеолога панафриканизма Эдуарда Уилмота Блайдена.
Вернувшись на родину, учительствовал, работал директором школы, но за политическую деятельность был уволен с работы. С 1885 года начал заниматься журналистикой, сотрудничал с журналом Western Echo. В 1888 году — редактор газеты Gold Coast Echo. В 1890—1896 годах был совладельцем Gold Coast Chronicle. Помещал свои статьи в Wesleyan Methodist Times.
В 1916 году был избран в Законодательный совет Золотого Берега, консультативного совета при британском губернаторе, единственном органе африканских выборных должностных лиц в колонии.
Внёс большой вклад в развитие западно-африканской общественной мысли, в разработку и пропаганду концепций «культурного национализма» и панафриканизма. Член руководства Общества защиты прав аборигенов Золотого Берега (Gold Coast Aborigines' Rights Protection Society, 1897).
Инициатор создания, вице-президент, а с 1923 года — президент Национального конгресса Британской Западной Африки (National Congress of British West Africa), целью которого было освобождение Африки от колонизаторов.
Автор исследований по обычному праву, истории, культуре народа акан. Издал шесть книг о Западной Африке. Роман Д. Кейсли-Хэйфорда «Свободная Эфиопия: очерки о расовой эмансипации», изданный в 1911, считается первым англоязычным произведением Ганы. Хотя роман и балансировал между вымыслом и политической пропагандой, он получил позитивные отклики в западных изданиях и оказал влияние на ямайского революционера и панафриканца Маркуса Гарви, который, в свою очередь, оказал значительное влияние на развитие растафарианства.

## Избранные публикации
- The Truth About The West African Land Question (1898. Reprinted, 1913. Reprinted London: Cass, 1971)
- Gold Coast Native Institutions: With Thoughts Upon A Healthy Imperial Policy for the Gold Coast and Ashanti (1903. Reprinted London: Cass, 1970, ISBN 0-7146-1754-7)
- Ethiopia Unbound: Studies in Race Emancipation (1911. Reprinted London: Frank Cass, 1969, ISBN 0-7146-1753-9)
- Gold Coast Land Tenure and the Forest Bill (1911)
- William Waddy Harris, the West African reformer (1915)
- United West Africa (1919)
- West African Leadership: Public speeches delivered by the Honourable J. E. Casely Hayford (1951)

## Награды
За заслуги в оказании помощи Патриотическому фонду принца Уэльского награждён Орденом Британской империи (MBE).